# Hypsiboas punctatus
Hypsiboas punctatus is een kikker uit de familie boomkikkers (Hylidae). De soort werd voor het eerst wetenschappelijk beschreven door Johann Gottlob Schneider in 1799. Oorspronkelijk werd de wetenschappelijke naam Calamita punctatus gebruikt.
De kikker komt voor in Zuid-Amerika en leeft in de landen Argentinië, Bolivia, Brazilië, Colombia, Ecuador, Frans-Guyana, Guyana, Paraguay, Peru, Suriname, Trinidad en Tobago en Venezuela. De soort is aangetroffen tot een hoogte van 1400 meter boven zeeniveau.